# Kolarbo
Kolarbo är en bebyggelse öster om sjön Åsgarn i Folkärna socken i Avesta kommun. Fram till 2000 var norra delen och delen norr därom i Nickarvet avgränsat av SCB som en småort namnsatt till Nickarvet. Från 2015 till 2023 avgränsade SCB här åter en småort men där fokus är området söder om den tidigare småorten.